# Silvio Vietta
 (avril 2012).
Silvio Vietta (né en 1941 à Berlin) est chercheur en littérature classique et professeur émérite à l’université de Hildesheim. Ses recherches se concentrent sur la littérature allemande, la philosophie et l’histoire de la culture européenne. En littérature, il s'intéresse particulièrement à l’expressionnisme, au préromantisme et à l’ère moderne. Notamment il a publié sur Heidegger et Hans-Georg Gadamer, qu'il a connus personnellement. C'est ainsi qu'il a mené, en 2011, le dernier entretien avec Gadamer qui a été publié (2002). Ses recherches les plus récentes se consacrent à l’histoire européenne, avec comme axe principal l’idée maîtresse de la rationalité comme moteur de l’histoire de l’Europe et de la globalisation actuelle.

## Biographie
Fils de Egon Vietta et de Dorothea (née Feldhaus), Silvio Vietta a pu faire éditer la correspondance de son père avec Hermann Borch en 2012 en collaboration avec Roberto Rizzo, scientifique italien. Après des études de philologie allemande et anglaise, de philosophie et de la pédagogie, il poursuit ses études en doctorat à l'université de Wurtzbourg et publie en 1970 sa thèse traitant du langage et de la réflexion sur le langage de la poésie moderne (Sprache und Sprachreflexion in der modernen Lyrik). Puis il commence sa carrière professionnelle comme chargé de cours (Lecturer) au Elmira College/USA. En 1981, il passe sa thèse d’habilitation dans le domaine de la philologie moderne allemande sur Neuzeitliche Rationalität und moderne literarische Sprachkritik (la rationalité de l’ère moderne et la critique moderne du langage littéraire) à l’université de Mannheim. Il enseigne aujourd'hui aux universités de Heidelberg, Tübingen, Mannheim et Hildesheim. A Hildesheim, Vietta a notamment collaboré à créer la formation diplômante « pédagogie de culture«  (ce jour : science de la culture et communication esthétique). En 2006, il a été professeur invité à l’université de Moscou (RGGU), en 2007 et 2008-09 à l’université de Sassari/Italia et actuellement, en 2012, à l’université Campinas/Brasil.
Vietta est membre de Advisory Boards de Angermion , l’annuaire pour les relations culturelles germano-britannique. Il est également membre de l’AVUR en Italie et de l’Association Internationale des Germanistes. Vietta est père de deux enfants : Isabel (*1974) et Claudio (*1979).

## Théorie
Vietta s’est spécialisé en macro-recherches des époques. Il a publié des ouvrages élémentaires traitant de l'expressionnisme, du préromantisme et de l’ère moderne littéraire et esthétique. En collaboration avec Richard Littlejohns, Vietta a aussi publié une édition historico-critique du romancier Wilhelm Heinrich Wackenroder (1991). Une publication de 2012, Texte zur Poetik, retrace l’histoire européenne de la poétique, allant de Platon et Aristote, à l'ère moderne et post-moderne, en passant par le Moyen Âge et les temps modernes. Vietta est aussi cofondateur des recherches modernes de l’Europe (Europäistik), visant à traiter de l’histoire culturelle européenne, en insistant sur la rationalité européenne, influençant le développement de la civilisation globale.

## Œuvre
- Vietta, Silvio: Sprache und Sprachreflexion in der modernen Lyrik. Bad Homburg 1970.
- Vietta, Silvio: Expressionismus. (avec H.G. Kemper). Siebte Auflage. Munich 2001 (1975).
- Vietta, Silvio: Die Lyrik des Expressionismus. (Hg.) 4. Aufl. Tübingen 1999 (1976).
- Vietta, Silvio: Neuzeitliche Rationalität und moderne Literarische Sprachkritik. Munich 1981.
- Vietta, Silvio: Die literarische Frühromantik. Göttingen 1983.
- Vietta, Silvio: Literarische Phantasie: Theorie und Geschichte. Barock und Aufklärung. Stuttgart 1986.
- Vietta, Silvio: Heideggers Kritik am Nationalsozialismus und an der Technik. Tübingen 1989. (Französ. Übersetzung Paris 1993, japan. Übersetzung Tokio 1996).
- Vietta, Silvio: Wilhelm Heinrich Wackenroder. Sämtliche Werke und Briefe. Historisch-kritische Ausgabe. Hrsg. mit R. Littlejohns. Bd. I: Werke. Heidelberg 1991. Bd. II: Briefwechsel, Reiseberichte, philologische Arbeiten, 'Das Kloster Netley'. Lebenszeugnisse. Heidelberg 1991.
- Vietta, Silvio: Die Literarische Moderne. Eine problemgeschichtliche Darstellung der deutschen Literatur von Hölderlin bis Thomas Bernhard. Stuttgart 1992.
- Vietta, Silvio (Hg.): Romantik und Renaissance. Die Rezeption der italienischen Renaissance in der deutschen Romantik. Stuttgart 1994.
- Vietta, Silvio: Die vollendete Speculation führt zur Natur zurück. Natur und Ästhetik. Leipzig 1995.
- Vietta, Silvio (Hg.): Ehrenpromotion Martin Walser. Reden. Schreiben. Vertonen. 108 p. Hildesheim 1996.
- Vietta, Silvio/Kemper, Dirk (Hg.): Ästhetische Moderne in Europa. Grundzüge und Problemzusammenhänge seit der Romantik. Munich 1998.
- Vietta, Silvio/Kemper, Dirk (Hg.): Germanistik der 70er Jahre. Zwischen Innovation und Ideologie. Munich 2000.
- Vietta, Silvio (Hg.): Das literarische Berlin im 20. Jahrhundert. Stuttgart 2001.
- Vietta, Silvio: Ästhetik der Moderne. Literatur und Bild. Munich 2001.
- Hans-Georg Gadamer/Vietta, Silvio: Im Gespräch. Munich 2002.
- Vietta, Silvio (Hg. u.a): Das Europa-Projekt der Romantik und die Moderne. Ansätze zu einer deutsch-italienischen Mentalitätsgeschichte. Tübingen 2005.
- Vietta, Silvio (Hg.): Moderne und Mythos. Munich 2006.
- Vietta, Silvio: Der europäische Roman der Moderne. Munich 2007.
- Vietta, Silvio: Europäische Kulturgeschichte. Eine Einführung. Erweiterte Studienausgabe. Munich 2007.
- Vietta, Silvio (Hg. u. a.): Ästhetik – Religion – Säkularisierung I: Von der Renaissance zur Romantik. München 2008. Bd. II: Die klassische Moderne. Munich 2008.
- Gehler, Michael/Vietta, Silvio (Hg.): Europa - Europäisierung - Europäistik. Neue wissenschaftliche Ansätze, Methoden und Inhalte. 543 p. Vienne 2010.
- Vietta, Silvio (Hg.): Texte zur Poetik. Eine kommentierte Anthologie. 272 p. Darmstadt 2012.
- Vietta, Silvio/Rizzo, Roberto (Hg.): "sich an den Tod heranpürschen...". Hermann Broch und Egon Vietta im Briefwechsel 1933 - 1951. 367 p. Göttingen 2012.
- Vietta, Silvio: Rationalität. Eine Weltgeschichte. Europäische Kulturgeschichte und Globalisierung. 500 p. Munich 2012.